# LYPD6B
LYPD6B (англ. LY6/PLAUR domain containing 6B) – білок, який кодується однойменним геном, розташованим у людей на 2-й хромосомі. Довжина поліпептидного ланцюга білка становить 183 амінокислот, а молекулярна маса — 20 656.
| 10         |  | 20         |  | 30         |  | 40         |  | 50         |
| ---------- |  | ---------- |  | ---------- |  | ---------- |  | ---------- |
| MLYKSSDRPA |  | HKVSMLLLCH |  | ALAIAVVQIV |  | IFSESWAFAK |  | NINFYNVRPP |
| LDPTPFPNSF |  | KCFTCENAGD |  | NYNCNRWAED |  | KWCPQNTQYC |  | LTVHHFTSHG |
| RSTSITKKCA |  | SRSECHFVGC |  | HHSRDSEHTE |  | CRSCCEGMIC |  | NVELPTNHTN |
| AVFAVMHAQR |  | TSGSSAPTLY |  | LPVLAWVFVL |  | PLL        |  |            |

A: Аланін

C: Цистеїн

D: Аспарагінова кислота

E: Глутамінова кислота

F: Фенілаланін

G: Гліцин

H: Гістидин

I: Ізолейцин

K: Лізин

L: Лейцин

M: Метіонін

N: Аспарагін

P: Пролін

Q: Глутамін

R: Аргінін

S: Серин

T: Треонін

V: Валін

W: Триптофан

Задіяний у такому біологічному процесі, як альтернативний сплайсинг. 
Локалізований у клітинній мембрані, мембрані.